# Coupe du monde de pentathlon moderne 2010
Navigation
Édition précédente Édition suivante
La coupe du monde de pentathlon moderne 2010 s'est déroulée entre le 4 mars 2010 à Playa del Carmen (Mexique) et le 20 juin 2010 à Moscou (Russie). La compétition est organisée par l'Union internationale de pentathlon moderne.
Cette compétition est composée de 5 manches pour les hommes, 4 pour les femmes et 1 finale. Les différentes villes qui accueillent l'évènement sont par ordre chronologique Playa del Carmen (Mexique), Le Caire (Égypte), Medway Royaume-Uni), Budapest (Hongrie), Berlin (Allemagne), puis Moscou (Russie).

## Résultats

### Hommes
| Date          | Lieu             | Gagnant            | Second                 | Troisième              |
| 7 mars 2010   | Playa del Carmen | David Svoboda      | Sergueï Kariakine      | Andrejus Zadneprovskis |
| 21 mars 2010  | Le Caire         | Edvinas Krungolcas | Justinas Kinderis      | Maxim Kuznetsov        |
| 11 avril 2010 | Medway           | Ádám Marosi        | Ondřej Polívka         | Aleksander Lesun       |
| 6 mai 2010    | Budapest         | Aleksander Lesun   | Andrejus Zadneprovskis | David Svoboda          |
| 3 juin 2010   | Berlin           | Ilia Frolov        | Justinas Kinderis      | Riccardo De Luca       |
| 20 juin 2010  | Moscou           | Ádám Marosi        | Ilia Frolov            | David Svoboda          |

### Femmes
| Date          | Lieu             | Gagnant                 | Second          | Troisième               |
| 7 mars 2010   | Playa del Carmen | Lena Schöneborn         | Margaux Isaksen | Evdokia Gretchichnikova |
| 21 mars 2010  | Le Caire         | Evdokia Gretchichnikova | Donata Rimšaitė | Aya Medany              |
| 11 avril 2010 | Medway           | Amélie Cazé             | Donata Rimšaitė | Mhairi Spence           |
| 6 mai 2010    | Budapest         | Lena Schöneborn         | Amélie Cazé     | Leila Gyenesei          |
| 3 juin 2010   | Berlin           | Lena Schöneborn         | Amélie Cazé     | Sylvia Czwojdzinska     |
| 20 juin 2010  | Moscou           | Lena Schöneborn         | Donata Rimšaitė | Jeļena Rubļevska        |